# Kreis Segeberg
Kreis Segeberg är ett distrikt (Landkreis) i mellersta delen av det tyska förbundslandet Schleswig-Holstein.

## Administrativ indelning
I förvaltningsrättslig mening finns i modern tid ingen skillnad mellan begreppet Stadt (stad) gentemot Gemeinde (kommun). 

### Amtsfria städer och kommuner
| - Bad Bramstedt (stad) - Bad Segeberg (stad) | - Ellerau - Henstedt-Ulzburg | - Kaltenkirchen (stad) - Norderstedt (stad) | - Wahlstedt (stad) |

### Amt i Kreis Schleswig-Flensburg
| - Amt Bad Bramstedt-Land - Amt Boostedt-Rickling | - Amt Bornhöved - Amt Itzstedt | - Amt Kaltenkirchen-Land - Amt Kisdorf | - Amt Leezen - Amt Trave-Land |